# Клуб-21 (Латвия)
Клуб-21 (также клуб «Европа — 21-й век») — латвийская общественная организация, положившая начало формированию политических партий после восстановления независимости Латвийской республики де юре и объединившая элиту политики, предпринимательства и творческую интеллигенцию для выработки концепций государственного устройства и развития Латвии как независимого государства в XXI веке. Считается также родоначальником политического лоббизма в современной ЛР.

## Идея и основатели
Идею клуба привезли из Франции депутаты Верховного Совета ЛР Индулис Берзиньш и Имантс Даудишс, где познакомились с аналогичной организацией своих французских коллег. Организаторами клуба стали Берзиньш и его соратник по фракции Народного фронта в Верховном совете Янис Круминьш. В декабре 1991 года в прессе было опубликовано пожелание «Удачного и богатого переменами нового года!», под которым подписались политики, литераторы и спортсмены в количестве 21 человека (это одна из версий названия клуба).
Учредительные документы клуба, официально названного «Европа-21», в феврале 1992 года подписали уже 63 человека, 20 из которых являлись депутатами Верховного Совета. В этом списке появились уже и крупные предприниматели. Президентом клуба был избран Янис Круминьш, вице-президентами — вице-спикер Верховного совета Валдис Биркавс, президент Рижского Коммерческого банка Владимир Кулик и режиссёр-документалист Юрис Подниекс.

## Предтеча политического лоббизма
Объясняя причины создания клуба, его президент Янис Круминьш в интервью газете «Tev» от 6 декабря 1993 года объяснял, что в Верховном Совете «принимались всё более дурацкие решения и законы, поэтому людям бизнеса, которым необдуманные решения политиков обходились дороже всего, нужна была возможность влиять на решения». В той же газете депутат ВС Янис Шкапарс заявил, что целью клуба был вопрос власти.
Логично, что люди искусства в этой структуре были почти не нужны и исчезли из состава клуба первыми. Затем созданное в недрах клуба предвыборное объединение «Латвийский путь» одержало победу на выборах в 5-й Сейм. По его списку в парламент, восстановивший структуру Сейма Латвийской республики согласно Конституции 1922 года, было избрано 17 депутатов — членов клуба, из общего количества 100 человек. 6 членов клуба стали министрами в правительстве Валдиса Биркавса, один из учредителей клуба Сергей Анцупов возглавил пресс-службу правительства.

## Завершение деятельности
Поскольку центр влияния переместился после выборов в 5-й Сейм из клуба в партию «Латвийский путь», сам клуб утратил своё значение.
16 декабря 1994 года на общем собрании рассматривался вопрос о прекращении деятельности клуба, однако его решили оставить, но никакой деятельности он фактически уже не вёл.
2 февраля 1996 года была предпринята попытка восстановить работу клуба и привлечь туда свежую кровь, но успехом она не увенчалась.

## Основатели клуба[1]
Мартиньш Арнитис, Хелмут Балдерис, Индулис Берзиньш, Валдис Биркавс, Леонс Бриедис, Янис Круминьш, Владимир Кулик, Зигмарс Лиепиньш, Имантс Даудишс, Олафс Пулкс, Артис Буте, Имантс Лиегис, Игорь Шуваев, Валдис Валтерс, Марис Гайлис, Родриго Фоминс, Инесе Бирзниеце, Янис Бремерс, Виталий Гаврилов, Андрис Гутманис, Владимир Ходаковский, Гунарс Славинскис, Айварс Боровковс, Эдвинс Инкенс, Виестурс Козиолс, Арвилс Ашераденс, Лига Крапане, Евгений Шихман, Иварс Кирсонс, Сергей Анцупов, Гиртс Кристовскис, Эдуард Махарев, Александр Мальцев, Алла Петропавловская, Леонид Эстеркин, Дзинтра Педедзе, Карина Петерсоне, Андрис Пиебалгс, Улдис Паже, Янис Розенталс, Оярс Рубенис, Адольфс Садаускис, Друвис Скулте, Янис Шипкевиц, Мартиньш Вирсис, Валдис Зиемелис, Арийс Удрис, Юрис Подниекс, Янис Бункшс, Марис Стейнс, Янис Криевс.

## Другие члены клуба[1]
Вилнис Балтиньш, Эгилс Левитс, Иварс Барс, Альфред Чепанис, Райтс Чернайс, Хелена Демакова, Айварс Эндзиньш, Айгарс Фрейманис, Янис Гаварс, Марис Граудиньш, Виктор Калнберз, Имантс Калниньш, Оярс Кехрис, Илмарс Гейге, Гунтис Гринбергс, Михаил Гуревич, Эрикс Грунтштейнс, Илзе Юркане, Юрис Карлсонс, Юстс Карлсонс, Вилис Криштопанс, Юлий Круминьш, Янис Кисис, Георгс Лансманис, Слава Лернер, Майра Мора, Мартиньш Пертс, Павел Стабников, Аркадий Талалаевский, Жорж Тикмерс, Лайма Вайкуле, Юрис Виксниньш, Йоланта Водопаласа, Татьяна Зандерсоне, Янис Удрис, Юрис Жагарс, Янис Страдиньш, Янис Гобиньш.